# Saint-Hippolyte-du-Fort
Saint-Hippolyte-du-Fort é uma comuna francesa na região administrativa de Occitânia, no departamento de Gard. Estende-se por uma área de 29,38 km². Em 2010 a comuna tinha 3 999 habitantes (densidade: 136,1 hab./km²).